# Annie Hawks
Annie Hawks (ur. 1835, zm. 3 stycznia 1918 w Bennington w stanie Vermont) – poetka amerykańska. 

## Życiorys
Urodziła się w Hoosick w stanie Nowy Jork 28 maja 1835. Zadebiutowała wierszem w gazecie w wieku 14 lat. W 1857 poślubiła Charlesa H. Hawksa i zamieszkała na Brooklinie. Miała troje dzieci. Wraz z pastorem Robertem Lowrym pisała hymny religijne. Jest autorką 400 pieśni. Zmarła w wieku 82 lat została pochowana na Hoosick Rural Cemetery w Hoosick. Do najbardziej znanych wierszy należy hymn I need Thee every hour:
I need thee every hour,
most gracious Lord;
no tender voice like thine
can peace afford.